# Madaje Stare
Madaje Stare (prononciation [maˈdajɛ ˈstarɛ]) est un village de la gmina de Dalików , du powiat de Poddębice, dans la voïvodie de Łódź, situé dans le centre de la Pologne.
Il se situe à environ 7 kilomètres (km) au sud de Dalików (siège de la gmina) , 13 kilomètres au sud-est de Poddębice (siège du powiat) et 26 kilomètres à l'ouest de Łódź (capitale de la voïvodie).

## Administration
De 1975 à 1998, le village était attaché administrativement à l'ancienne voïvodie de Sieradz.

Depuis 1999, il fait partie de la nouvelle voïvodie de Łódź.